# José Asensi Sabater
José Asensi Sabater (Alacant, 19 d'abril de 1950) és un jurista i polític valencià.

## Trajectòria
Va estudiar als Maristes i a l'Institut Jorge Juan d'Alacant. Llicenciat en Dret, Filosofia i Ciències Polítiques per la Universitat de València, on es va doctorar i on hi va treballar com a professor, i a la Universitat de Madrid. També va participar en les lluites estudiantils durant la transició En 1972 començà a treballar a la Universitat d'Alacant, on el 1991 arribaria a catedràtic de dret constitucional. Ha estat vicepresident de l'Associació Espanyola de Dret Constitucional.
Políticament participà en el procés autonòmic valencià com a co-redactor de l'Estatut de Morella en 1978. Membre de l'executiva del PSPV-PSOE, partit amb el qual fou elegit diputat a les eleccions a les Corts Valencianes de 1983, 1987 i 1991. Ha presidit el Consell Assessor de RTVE al País Valencià. No va revalidar l'escó en 1995 i va tornar a la Universitat d'Alacant, on el 2000 fou nomenat director de l'Institut Iberoamericà d'Estudis Constitucionals. En 2001 presentà la seva candidatura com a rector de la Universitat d'Alacant, però fou derrotat per Salvador Ordóñez Delgado.

## Obres
- Las Cortes Valencianas
- La época constitucional (1998)
- Constitucionalismo y derecho constitucional: materiales para una introducción (1996)